# Stowarzyszenie Prokuratorów „Lex super omnia”
Stowarzyszenie Prokuratorów „Lex super omnia” (łac. Prawo ponad wszystko) – polskie stowarzyszenie zawodowe prokuratorów powołane do życia w 2017 roku. Skupia ponad 200 prokuratorów a honorowymi członkami stowarzyszenia poprzedni Prokuratorzy Generalni: Andrzej Seremet, Włodzimierz Cimoszewicz i Aleksander Bentkowski.

## Informacje ogólne
Zgodnie ze statutem celami stowarzyszenia są m.in.:
- wspieranie działań podejmowanych dla urzeczywistniania zasad demokratycznego państwa prawnego,
- dążenie do usytuowania prokuratury jako organu wymiaru sprawiedliwości w Konstytucji Rzeczypospolitej Polskiej,
- dążenie do zapewnienia prokuratorom podmiotowości, niezależności i autonomii w podejmowaniu decyzji oraz przeciwdziałanie wszelkim przejawom niezgodnego z prawem naruszania ich niezależności,
- ochrona autorytetu prokuratury,
- promowanie praworządności i propagowanie na forum publicznym znaczenia niezależności prokuratora oraz pozycji silnej i obiektywnej prokuratury w demokratycznym państwie prawnym,
- popularyzowanie prawa[2].

Stowarzyszenie realizuje swoje cele m.in. poprzez reprezentowanie środowiska prokuratorskiego wobec organów władzy państwowej oraz przedstawianie na forum publicznym, w tym w środkach masowego przekazu, problemów związanych z jego funkcjonowaniem, a nadto poprzez współpracę z krajowymi i międzynarodowymi organizacjami prawników, w tym ze stowarzyszeniami sędziów i prokuratorów.

## Historia i działalność
Inicjatywa powołania niezależnego stowarzyszenia prokuratorów narodziła się wiosną 2016 roku. Stowarzyszenie powołane zostało w dniu 4 stycznia 2017 roku, a 27 stycznia 2017 roku wpisane zostało do Krajowego Rejestru Sądowego. 27 maja 2017 roku odbyło się pierwsze Zwyczajne Walne Zebranie Członków Stowarzyszenia, które dokonało wyboru nowych władz na kadencję 2017–2021. Prezesem zarządu wybrany został prokurator Krzysztof Parchimowicz.
4 czerwca 2018 roku stowarzyszenie uczestniczyło w założeniu Komitetu Obrony Sprawiedliwości – porozumienia organizacji zaangażowanych w obronę praworządności w Polsce. W czerwcu 2018 roku stowarzyszenie opublikowało raport o skutkach zmian wprowadzonych w latach 2016–2017 w prokuraturze. 17 listopada 2018 roku LSO zostało przyjęte w poczet Europejskiego Stowarzyszenia Sędziów i Prokuratorów na Rzecz Wolności i Demokracji (MEDEL).
26 stycznia 2019 roku odbyło się Nadzwyczajne Walne Zebranie Członków Stowarzyszenia, które podjęło uchwałę o sprzeciwie wobec wszczynaniu sprzecznych z prawem postępowań dyscyplinarnych względem prokuratorów w związku z nieprzekraczającymi granic dopuszczalnej krytyki ich wypowiedziami. W drugiej uchwale członkowie stowarzyszenia wezwali do natychmiastowej dymisji Prokuratora Generalnego oraz Prokuratora Krajowego, „będących synonimami upolitycznienia prokuratury”. Żądali też odpolitycznienia prokuratury i powołania na stanowisko ministra sprawiedliwości – Prokuratora Generalnego osoby o uznanym autorytecie prawniczym, neutralnej politycznie, gwarantującej bezstronność działania prokuratury.
W kwietniu 2019 roku stowarzyszenie zostało nominowane w plebiscycie „Gazety Wyborczej” „Ludzie Roku 2018”, za „pilnowanie prokuratorskiej niezależności”. W tym samym roku prokurator Krzysztof Parchimowicz oraz Stowarzyszenie zostali umieszczeni w internetowym repozytorium „Alfabet Buntu” Archiwum Osiatyńskiego w kategorii „praworządność” za „otwarty sprzeciw wobec upolityczniania prokuratury”.
5 lipca 2019 roku członek zarządu stowarzyszenia LSO prokurator Mariusz Krasoń został delegowany przez Prokuratora Krajowego Bogdana Święczkowskiego z Prokuratury Regionalnej w Krakowie do Prokuratury Rejonowej Wrocław-Krzyki Zachód we Wrocławiu. Decyzję tę skrytykowało część środowiska prawniczego, w tym niektórzy sędziowie i prokuratorzy, a przed kilkunastoma sądami i prokuratorami w kraju odbyły się akcje poparcia dla Mariusza Krasonia. Krytycy uważają tę decyzję Prokuratury za szykanę polityczną wymierzoną w członka zarządu Stowarzyszenia, krytycznego wobec zmian wprowadzonych w Prokuraturze przez rząd PiS.
W październiku 2019 r. prezes Stowarzyszenia, prokurator Krzysztof Parchimowicz otrzymał Nagrodę im. Janiny Paradowskiej i Jerzego Zimowskiego za dzielność obywatelską. Uzasadniając decyzję Kapituły, redaktor naczelny tygodnika „Polityka” wskazał, że jest to nagroda za odwagę przeciwstawiania się politycznym naciskom naruszającym niezależność prokuratury oraz za pracę dla Stowarzyszenia Lex Super Omnia.
W grudniu 2019 r. i w styczniu 2020 r. Stowarzyszenie sprzeciwiało się uchwaleniu ustawy o ustroju sądów powszechnych z 2019 roku, m.in. współorganizując w dniu 11 stycznia 2020 r. Marsz Tysiąca Tóg.
4 kwietnia 2020 r. prok. Krzysztof Parchimowicz zrezygnował z funkcji prezesa zarządu Stowarzyszenia.
Stowarzyszenie było współorganizatorem odbywającego się od czerwca do sierpnia 2021 r. ogólnopolskiego wydarzenia Tour de KonstytucjaPL.

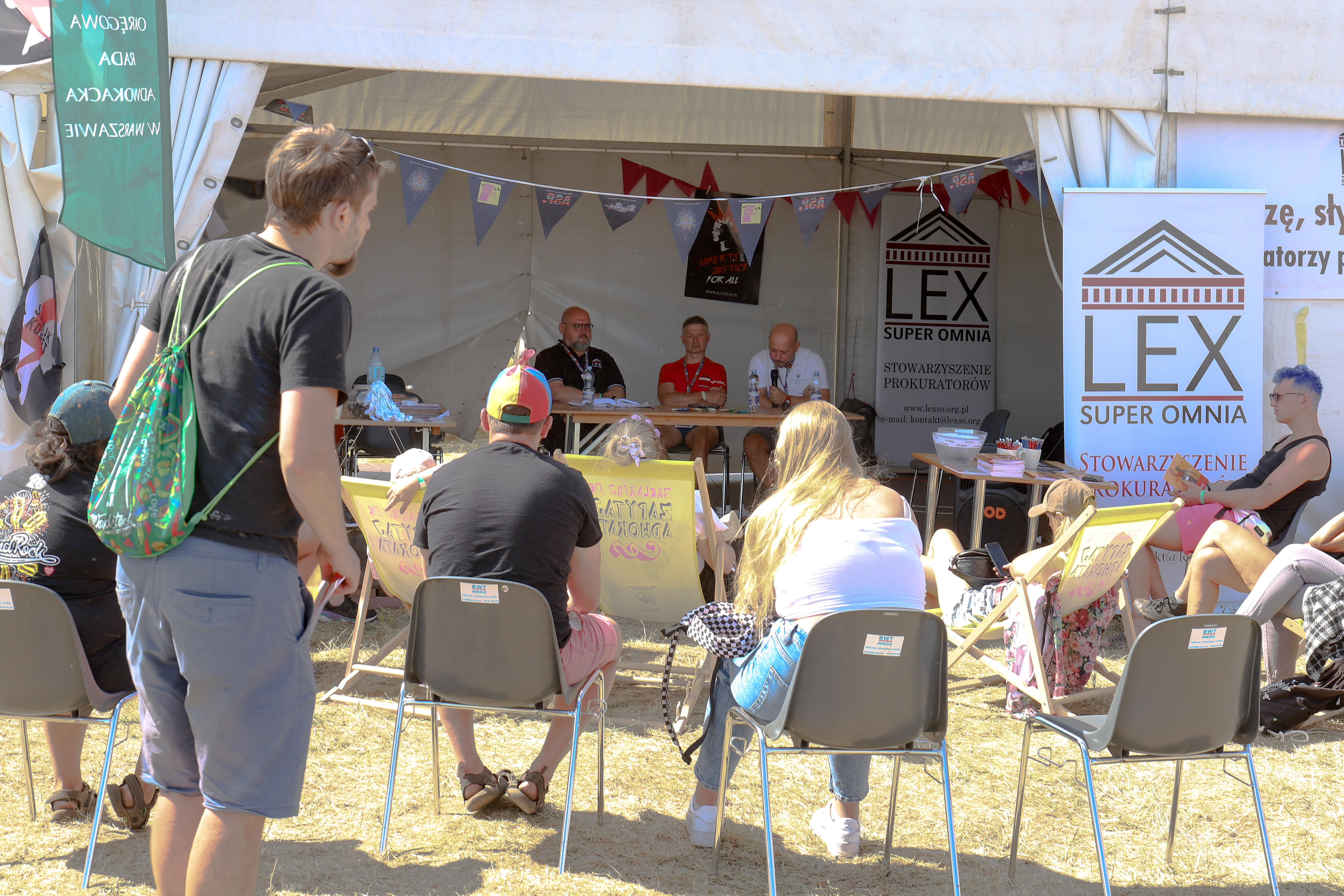
Stowarzyszenie na Pol’and’Rock Festival 2021

2 października 2021 r. odbyło się w Warszawie Walne Zebranie Członków Stowarzyszenia, podczas którego wybrano prezesa i członków zarządu na kolejną 4-letnią kadencję. Prezesem zarządu wybrana została prok. Katarzyna Kwiatkowska.
12 stycznia 2024 r. premier Donald Tusk powołał członka stowarzyszenia LSO Jacka Bilewicza do pełnienia funkcji Prokuratora Krajowego.
W dniu 14 marca 2024 r. Donald Tusk powołał prokuratora Dariusza Korneluka, członka zarządu i wiceprezesa LSO, na stanowisko Prokuratora Krajowego.
W dniu 15 czerwca 2024 roku Nadzwyczajne Walne Zebranie Członków Stowarzyszenia Prokuratorów Lex Super Omnia wybrało nowy zarząd na kadencję w latach 2024–2028. Nowym prezesem został prokurator Robert Kmieciak.